# 图克河畔讷维尔
圖克河畔讷维尔（法語：Neuville-sur-Touques，法語發音：[nøvil syʁ tuk] ⓘ）是法国奥恩省的一个市镇，位于该省北部偏东，属于阿让唐区。

## 地理
图克河畔讷维尔（48°51'28"N, 0°17'1"E）面积15.35 平方千米，位于法国诺曼底大区奧恩省，该省份为法国西北部内陆省份，北起顺时针与卡爾瓦多斯省、厄尔省、厄尔-卢瓦省、萨尔特省、马耶讷省和芒什省接壤。
与图克河畔讷维尔接壤的市镇（或旧市镇、城区）包括：马尔迪伊、欧布里勒庞图、肖蒙、鲁瓦维尔、欧日地区萨普。
图克河畔讷维尔的时区为UTC+01:00、UTC+02:00（夏令时）。

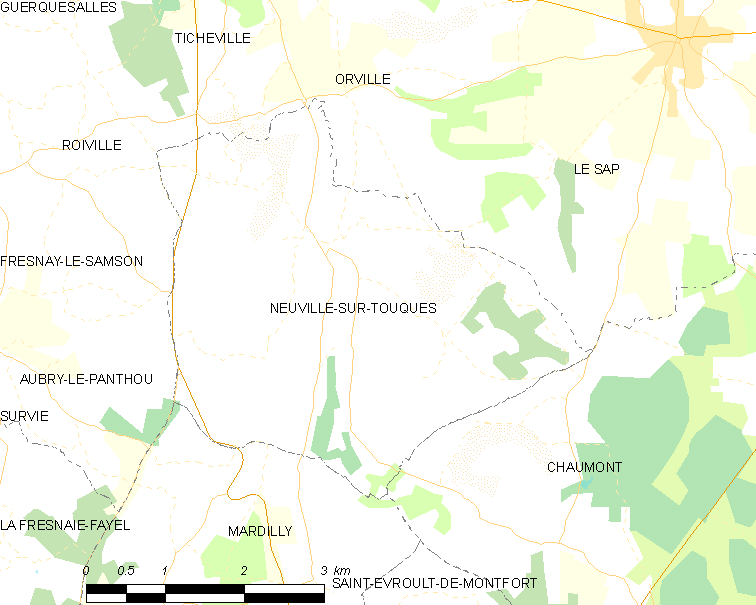
图克河畔讷维尔的OSM定位图

## 行政
图克河畔讷维尔的邮政编码为61120，INSEE市镇编码为61307。

## 政治
图克河畔讷维尔所属的省级选区为维穆捷县。

## 人口

1962-2008年间图克河畔讷维尔人口变化图示

图克河畔讷维尔于2022年1月1日时的人口数量为237人。